# La Forêt-Fouesnant
La Forêt-Fouesnant è un comune francese di 3 404 abitanti situato nel dipartimento del Finistère nella regione della Bretagna.

## Società

### Evoluzione demografica
Abitanti censiti